# Scaphiophryne brevis

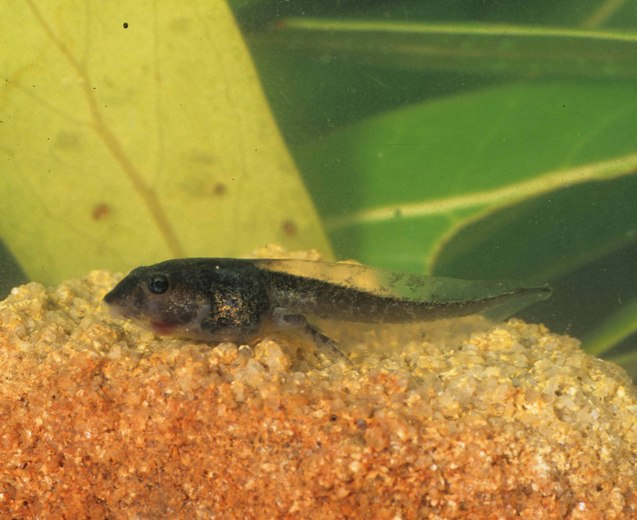
Kaulquappe

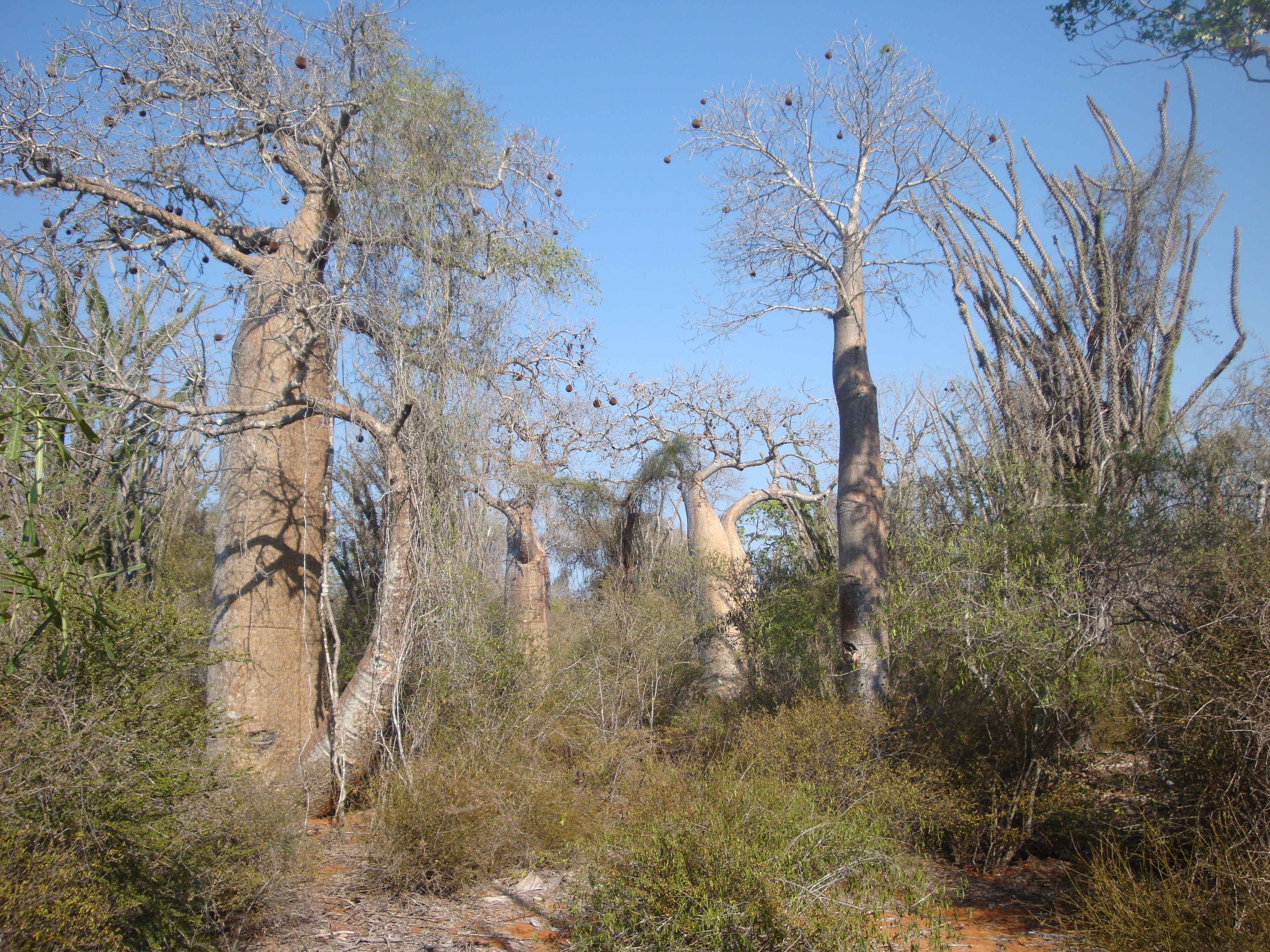
Dornwald auf Madagaskar

Scaphiophryne brevis ist eine Amphibienart aus der Familie der Engmaulfrösche (Microhylidae).

## Merkmale
Die Art erreicht eine Länge von 26 Millimetern. Die Körperoberseite ist hellolivgrau mit roten und olivfarbenen Flecken. Zwischen den Augen ist ein dunkles A-Band vorhanden. In der Schultergegend findet sich ein Paar großer dunkler Flecke. Der Tarsal- und Metatarsalhöcker sind gelblichweiß. Die Körperunterseite ist weiß, schwach olivenförmig punktiert und vermiculiert. Vorderkopf und Beine sind kürzer als bei Scaphiophryne calcarata. Die Finger sind äußerst kurz und sehr stumpf. Der Hinterkopf ist aufgetrieben. Der Interorbitalraum ist so breit wie ein oberes Augenlid. Der erste Finger ist kürzer als der zweite. Der vierte Finger ist am kürzesten. Der Fuß ist nicht länger als der Kopf. Nur die erste Zehe weist einen Subarticularhöcker auf. Der Metatarsalhöcker ist länger als die erste Zehe. Das Tarsometatarsalgelenk reicht bei nach vorn an den Körper angelegtem Hinterbein bis zur Schulter. Die Haut ist glatt, aber bei Männchen auf Kopf und Rücken deutlich gekörnelt.

## Vorkommen
Scaphiophryne brevis kommt in Madagaskar im Tiefland des Südens und Südwestens in Höhenlagen bis 800 Meter vor. Sie lebt in Trockenwald, Dornwald, Küstenwald, Busch-Savanne, Agrarland, Reisfeldern und menschlichen Siedlungen.

## Systematik
Die Art wurde 1896 von George Albert Boulenger als Calophrynus brevis erstbeschrieben. R. M. A. Blommers-Schlösser und C. P. Blanc stellten sie 1991 in die Gattung Scaphiophryne.

## Gefährdung
Scaphiophryne brevis wird von der IUCN als „Least Concern“ (ungefährdet) eingestuft.